# Romecke (Möhne)
Die Romecke ist ein 4,3 km langer, orografisch rechter Nebenfluss der Möhne im nordrhein-westfälischen Rüthen, Deutschland.

## Geographie
Der Bach entspringt im Ringelsteiner Wald nordwestlich des Streitberges auf einer Höhe von 416 m ü. NN. Zunächst fließt er in überwiegend westlichen Richtungen durch den Kneblinghauser Wald. Dabei durchfließt er das Naturschutzgebiet Aschenhütte und Bachsysteme der Romecke. Bei Stationierungskilometer 1,3 wendet sich sein Lauf nach Südwesten. Nach 4,3 km Flussstrecke mündet die Romecke auf einer Höhe von 314 m ü. NN in die Möhne. Bei einem Höhenunterschied von 102 Metern beträgt das mittlere Sohlgefälle 23,7 ‰. Das 7,087 km²
große Einzugsgebiet wird über Möhne, Ruhr und Rhein zur Nordsee entwässert.